# Sietas Typ 129
Der Typ 129 ist ein Container-Feederschiffstyp der Sietas-Werft in Hamburg-Neuenfelde. Innerhalb der Bauserie werden die Typen 129 und 129a unterschieden.

## Geschichte
Die Baureihe wurde in den 1980er Jahren von verschiedenen Reedereien geordert und von 1985 bis 1991 in einer Stückzahl von 16 Einheiten gefertigt. Anfangs wurde der Typ 129 vorwiegend auf europäischen Zubringerdiensten eingesetzt, wobei er Container und sonstige Stückgüter transportierte. Mittlerweile fahren die verkauften Schiffe unter anderem auch in Asien und Nordafrika. Die Christina wurde 2017 zum Viehtransporter umgebaut.
Am 14. Juni 1998 kollidierte die Merkur etwa 35 Seemeilen westlich von Esbjerg (Dänemark) mit dem britischen Trawler Silvery Sea und drückte ihn unter Wasser. Bei dem Unfall starben alle fünf Besatzungsmitglieder des britischen Schiffs. Die leckgeschlagene Merkur wurde vom deutschen Schlepper Oceanic geborgen und nach Esbjerg geschleppt.

## Technik

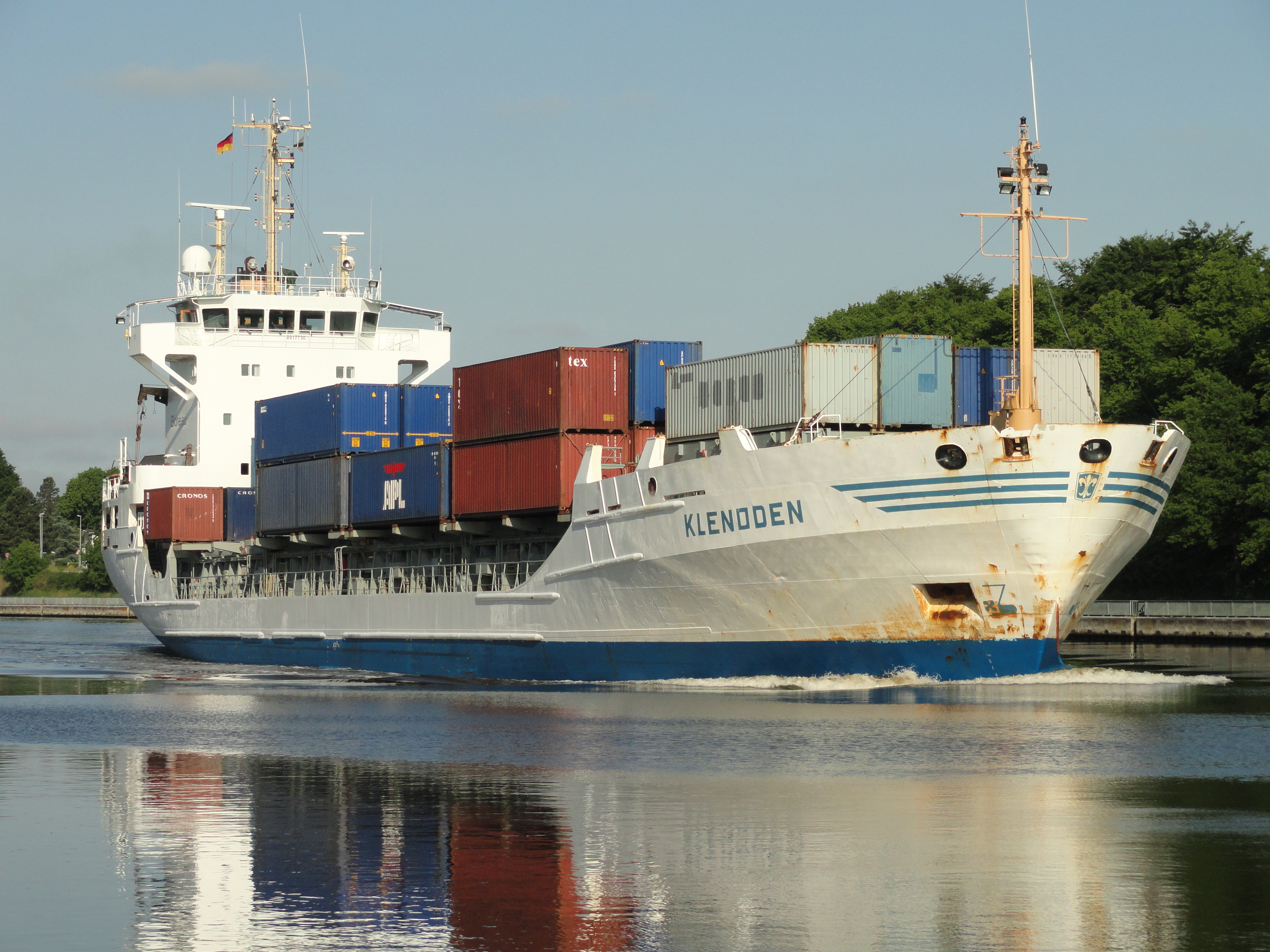
Die Klenoden (Typ 129a)

Die 103,50 Meter langen Schiffe besitzen eisverstärkte Rümpfe und entstanden in Sektionsbauweise. Die letzten vier gefertigten Einheiten, die von den finnischen Reedereien Engship und Langh Ship bestellten worden waren, erhielten zusätzliche Rumpfverstärkungen, wodurch sie die damals höchste finnische Eisklasse erfüllten. Diese vier Schiffe bilden den Untertyp 129a.
Der Typ 129 besitzt zwei kastenförmigen Laderäume (box-shaped) mit einem Rauminhalt von 6.820 m³. Die ersten drei Schiffe haben eine Kazapität von 341 20-Fuß-Standardcontainer (TEU). Bei den ab 1990 abgelieferten Einheiten wurde die Kapazität auf maximal 374 TEU beziehungsweise 168 40-Fuß-Container (FEU) plus 38 TEU erhöht. Zudem ist eine Beförderung von Gefahrgutcontainern sowie von Containern mit Sondermaßen (30- und 45-Fuß) in den Laderäumen sowie an Deck möglich. Durch die Form der Laderäume ist der Schiffstyp auch in der Zellulose- oder Paketholzfahrt einsetzbar. Die Tankdecke ist für die Stauung von Schwergut verstärkt. Es wurden schwergutverstärkte hydraulisch betätigte Faltlukendeckel verwendet.
Angetrieben werden die Schiffe von einem Dieselmotor, der auf einen Verstellpropeller wirkt. Verbaut wurden Sechs-, Acht- sowie Neunzylindermotoren der Hersteller MaK und Wärtsilä mit einer Leistung von zumeist 3.300 kW. Die An- und Ablegemanöver werden durch ein elektrisch angetriebenes Bugstrahlruder unterstützt. Der Typ 129 bildete die Grundlage zur Entwicklung des Typs 148 und des Typs 151.

## Die Schiffe

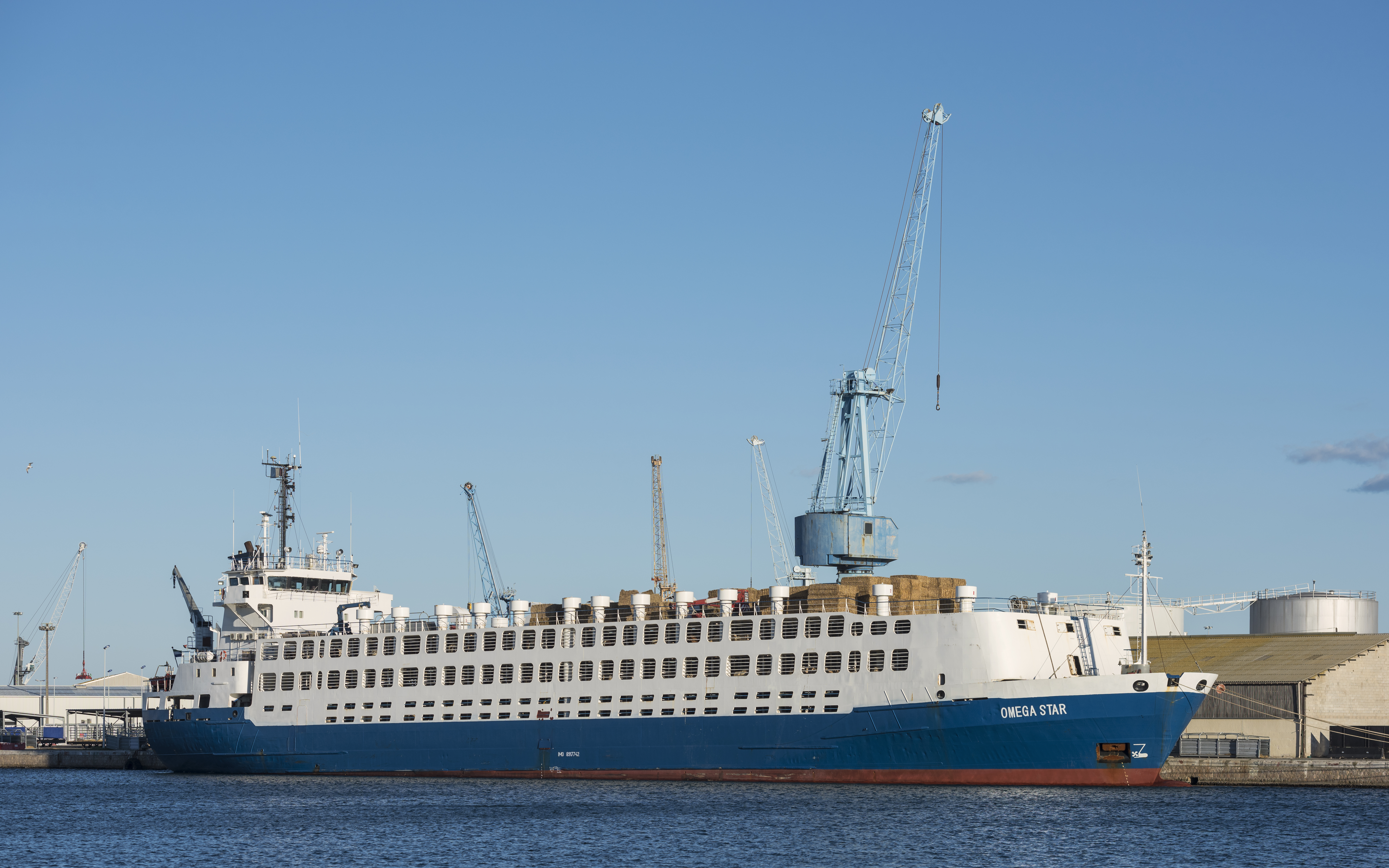
Die Christina wurde 2016/17 zum Viehtransporter Omega Star umgebaut

| Sietas Typ 129     | Sietas Typ 129 | Sietas Typ 129 | Sietas Typ 129         | Sietas Typ 129                | Sietas Typ 129 | Sietas Typ 129 |
| Bauname            | Bau- nummer    | IMO- Nummer    | Stapellauf Ablieferung | Auftraggeber                  | Umbenennungen und Verbleib |                |
| ------------------ | -------------- | -------------- | ---------------------- | ----------------------------- | --- | -------------- |
| Uwe Kahrs          | 976            | 8504258        | 19.10.1985 23.11.1985  | Johann Kahrs, Stade           | 9/1986 Gracechurch Gem, 2/1988 Uwe Kahrs, 1/1990 Maersk Tinto, 11/1991 Meteor, 3/1995 Fenja, 12/2004 Sea Vita, 5/2008 Avrora, so 2024 in Fahrt |                |
| Wega               | 931            | 8509818        | 04.11.1985 07.12.1985  | Hans-Peter Wegener, Jork      | 4/1996 Tina, 5/2001 Marina de Alcudia, 11/2003 Marina, 10/2005 Karsnes, 10/2006 Marina, 10/2009 Jaohar Challenger, 1/2009 Captain Yusif, so 2024 in Fahrt |                |
| Käte               | 977            | 8603547        | 17.11.1986 20.12.1986  | Helmut Funck, Wischhafen      | abgeliefert als Containerships II, 4/1990 Käte, 5/1996 Kate, 12/1996 Tanja, 10/2013 Sea Explorer, so 2024 in Fahrt |                |
| Nincop             | 1044           | 8913021        | 12.12.1990 25.01.1991  | Gerd Bartels, Neu Wulmstorf   | 6/1991 City of Valetta, 3/1992 Nincop, 4/1993 Norasia Alexandria, 4/1995 Nincop, 6/1995 OPDR Tejo, 1/1999 Nincop, 6/2002 Portlink Sprinter, 3/2004 Hajo, 10/2013 Amira Leen, 10/2018 Manassa M, so 2024 in Fahrt                                                 |                |
| Francop            | 1045           | 8913033        | 11.01.1991 25.02.1991  | Gerd Bartels, Neu Wulmstorf   | 6/1991 Manchester Trader, 2/1992 Francop, 2/1994 Rhein Lagan, 11/1994 Emma, 8/1996 CMBT Cutter, 9/1996 Aquoutaine Spirit, 4/1997 Francop, 6/2003 Tossens, 2/2007 ARA Felixstowe, 10/2012 Bitang Jasa 33, so 2024 in Fahrt                                        |                |
| Cimbria            | 1034           | 8913045        | 30.01.1991 02.03.1991  | Harald Winter, Hamburg        | 3/1991 Dana Sirena, 7/1991 Lloyd Iberia, 10/1992 Cimbria, 5/1993 Churruca, 1/1998 Rhein Carrier, 12/2010 Uliss, 5/2011 Niwa, 9/2011 Uliss, 5/2023 Ajax, so 2024 in Fahrt                                                                                         |                |
| Corvette           | 1035           | 8913057        | 20.02.1991 23.03.1991  | Jacob Winter, Jork            | 3/1991 Dana Corvette, 7/1991 Lloyd Scandinavia, 8/1992 Corvette, 6/1994 CMBT Corvette, 8/1999 Portlink Corvette, 11/2005 Eldorado, 10/2006 Somers Isle, 10/2013 Noura M., 2/2017 King Victor, so 2024 in Fahrt                                                   |                |
| Rhein Trader       | 1056           | 8913071        | 09.03.1991 12.04.1991  | Engelbert Schepers, Haren/Ems | 3/1991 Rhein Lee, 10/1993 Rhein Trader, 7/2002 Portlink Tracer, 5/2003 Annette, 3/2011 Rhein, 9/2013 Basel S4, 4/2016 Alicante, 8/2017 WK Har Ravenna, 8/2018 Jaohar Ravenna, 11/2022 Catpatin Amir, so 2024 in Fahrt                                            |                |
| Sven Dede          | 1043           | 8913069        | 26.03.1991 30.04.1991  | Friedhelm Dede, Jork          | 5/1991 Gracechurch Harp, 7/2001 Sven Dede, 9/2001 Gracechurch Moon, 10/2002 Sven Dede, 10/2004 Admiral Rainbow, 1/2008 Marti Prime, so 2024 in Fahrt |                |
| Merkur             | 1053           | 9015981        | 20.04.1991 24.05.1991  | Gerhard Bartels, Jork         | 3/2005 ARA Zeebrugge, 10/2013 Jaohar Adam, 09/2020 SJ Diamond, 10/2022 Kayan, so 2024 in Fahrt |                |
| Zenit              | 1057           | 9015993        | 13.05.1991 12.06.1991  | Gerhard Bartels, Jork         | 10/1991 Gracechurch Crown, 8/2002 Zenit, 8/2004 Bermuda Islander, 9/2007 Elegance, 1/2010 Sweet Istanbul, am 20. März 2015 auf Reede vor Jakarta gekentert; beim Versuch das Schiff zu bergen, kamen am 29. September 2017 fünf Personen ums Leben; Totalverlust |                |
| Schleswig-Holstein | 1066           | 9014365        | 30.05.1991 27.06.1991  | Claus Speck, Rendsburg        | 9/1991 ECL Commander, 11/1991 Nordic Bridge, 1/1994 Gracechurch Planet, 2/1996 Holstein, 11/2005 Macau, 11/2012 MV. Macau, 9/2013 Macau, so 2024 in Fahrt |                |
| Smaragden          | 1058           | 8917716        | 20.06.1991 23.08.1991  | AB Engship, Nauvo, Finnland   | 10/2007 Soave, 10/2013 Lady Aziza, 5/2018 Yahya Junior, so 2024 in Fahrt |                |
| Passaden           | 1059           | 8917728        | 19.07.1991 13.09.1991  | AB Engship, Nauvo, Finnland   | abgeliefert als ECL Captain, 9/1992 Passaden, 10/2007 Sereno, 10/2013 Jahohar Livia, 10/2020 S.J. Dana, so 2024 in Fahrt |                |
| Klenoden           | 1060           | 8917730        | 20.08.1991 04.10.1991  | AB Engship, Nauvo, Finnland   | 10/2013 Leo I, 7/2023 Med Sky, so 2024 in Fahrt |                |
| Christina          | 1061           | 8917742        | 13.09.1991 25.10.1991  | Langh Ship, Piikkiö, Finnland | 10/2007 Tingö, 2/2014 Pallas River, 6/2015 Basel S6, 11/2016 Omega Star, anschließend bis 7/2017 zum Viehtransporter umgebaut, so 2024 in Fahrt |                |